# Kinureninaza
Kinureninaza – enzym katalizujący reakcję rozpadu 3-hydroksykinureniny na alaninę i 3-hydroksyantranilan pod wspływem cząsteczki wody. Dla sprawnego działania enzym ten potrzebuje fosforanu pirydoksalu (PLP).
Enzym ten zaliczany jest do hydrolaz.